# Sikorzyce (przystanek kolejowy)
Sikorzyce – zlikwidowany przystanek kolei wąskotorowej (Kołobrzeska Kolej Wąskotorowa) w Sikorzycach, w województwie zachodniopomorskim, w Polsce.